# Bombardeo (artillería)

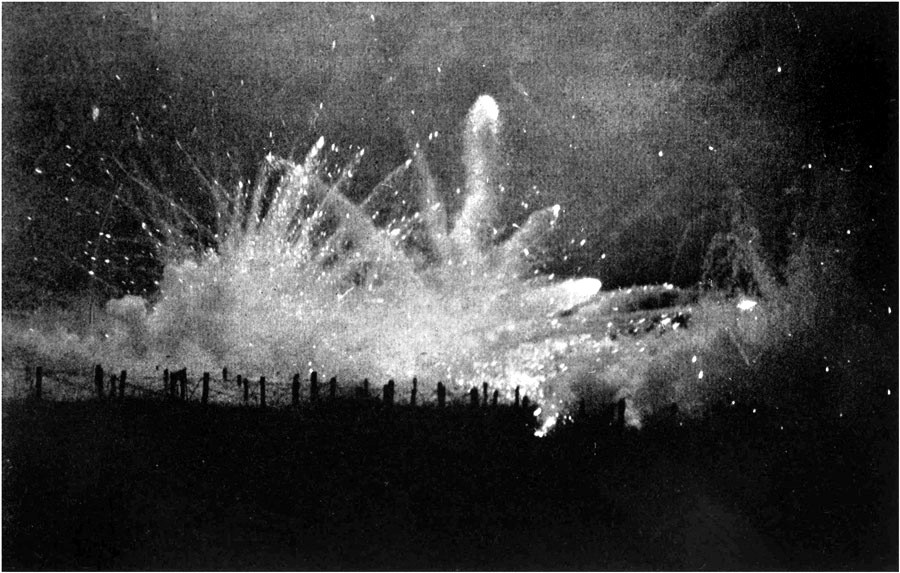
Una andanada de artillería alemana cayendo sobre las trincheras aliadas en Ypres, probablemente en la Segunda Batalla de Ypres en 1915, durante la Primera Guerra Mundial.

En la terminología militar, un bombardeo, salva o barrera es fuego de artillería sostenido y masivo dirigido a una serie de puntos a lo largo de una línea. Además de atacar a cualquier enemigo en la zona de destrucción, un bombardeo pretende suprimir los movimientos enemigos y negar el acceso a través de esa línea de bombardeo. Los puntos de impacto a lo largo de la línea pueden estar separados por 20 a 30 yardas/metros, y la longitud total de la línea de la zona de barrera oscila entre unos pocos cientos y varios miles de yardas/metros. Los bombardeos pueden consistir en múltiples líneas de este tipo, generalmente a una distancia de aproximadamente 100 yardas/metros, y el bombardeo cambia de una línea a la siguiente con el tiempo, o se pueden atacar varias líneas simultáneamente.
Un bombardeo puede involucrar unas pocas o muchas baterías de artillería, o incluso (raramente) un solo arma. Normalmente, cada arma en una barrera, utilizando fuego indirecto, disparará continuamente a un ritmo constante en su punto asignado durante un tiempo asignado antes de pasar al siguiente objetivo, siguiendo el cronograma detallado de la barrera. Las andanadas suelen utilizar proyectiles altamente explosivos, pero también pueden ser de metralla, humo, iluminación, gas venenoso (en la Primera Guerra Mundial) o potencialmente otros agentes químicos. Los bombardeos contrastan con el fuego de artillería concentrado, que tiene un único objetivo específico, como una posición o estructura enemiga conocida, y en contraste con el fuego directo que apunta a enemigos dentro de la línea de visión directa del arma.
Los bombardeos pueden usarse de manera defensiva u ofensiva y tienen una variedad de patrones. Los defensivos suelen ser estáticos (como un bombardeo permanente), mientras que los ofensivos se mueven en coordinación con las tropas amigas que avanzan (como bombardeos arrastrándose, rodando o bloqueando). Pueden apuntar a lo largo de la línea del frente o más adentro del área de retaguardia enemiga para aislar ciertas posiciones enemigas (como una barrera de seguridad). Se pueden emplear una serie de patrones diferentes a medida que se desarrolla una batalla, y cada bombardeo dura sólo unos minutos o muchas horas. Los bombardeos suelen ser parte integral de operaciones más grandes de múltiples formaciones militares, desde divisiones hasta ejércitos, y requieren días o semanas de preparación y planificación exacta.
El bombardeo fue desarrollado por el ejército británico en la segunda guerra bóer. Cobró prominencia en la Primera Guerra Mundial, en particular su uso por parte de la Fuerza Expedicionaria Británica y particularmente a partir de finales de 1915 en adelante, cuando los británicos se dieron cuenta de que los efectos supresores de la artillería para proporcionar fuego de cobertura eran la clave para irrumpir en posiciones defensivas. A finales de 1916, el bombardeo progresivo era el medio estándar para aplicar fuego de artillería para apoyar un ataque de infantería, y la infantería seguía el bombardeo que avanzaba lo más cerca posible. Su empleo de esta manera reconocía la importancia del fuego de artillería para suprimir o neutralizar, en lugar de destruir, al enemigo. Se descubrió que un bombardeo en movimiento seguido inmediatamente por un asalto de infantería podría ser mucho más eficaz que semanas de bombardeo preliminar.
Las andanadas siguieron utilizándose durante la Segunda Guerra Mundial y después, pero sólo como una de una variedad de tácticas de artillería posibles gracias a las mejoras en el fuego previsto, la ubicación de los objetivos y las comunicaciones. El término bombardeo se utiliza amplia y técnicamente incorrectamente en los medios populares para cualquier fuego de artillería.